# La Piní
La Piní är en ort i Mexiko.   Den ligger i kommunen Amealco de Bonfil och delstaten Querétaro Arteaga, i den sydöstra delen av landet, 120 km nordväst om huvudstaden Mexico City. La Piní ligger 2 446 meter över havet och antalet invånare är 231.
Terrängen runt La Piní är kuperad åt sydost, men åt nordväst är den platt. Runt La Piní är det ganska tätbefolkat, med 120 invånare per kvadratkilometer. Närmaste större samhälle är Amealco, 18,7 km nordväst om La Piní. I omgivningarna runt La Piní växer i huvudsak blandskog.